# عدن الحداد (بعدان)

تعديل مصدري - تعديل

عدن الحداد محلة تابعة لقرية عبل، التابعة لعزلة دلال بمديرية بعدان إحدى مديريات محافظة إب في الجمهورية اليمنية، بلغ تعداد سكانها 32 حسب تعداد اليمن لعام 2004.